# ماتيلدي دياز
ماتيلدي دياز (بالإسبانية: Matilde Díaz)‏ هي مغنية كولومبية، ولدت في 29 نوفمبر 1924 في San Bernardo, Cundinamarca ‏ في كولومبيا، وتوفيت في 8 مارس 2002 بسبب سرطان.

## وصلات خارجية
- ماتيلدي دياز على موقع ميوزك برينز (الإنجليزية)
- ماتيلدي دياز على موقع أول ميوزيك (الإنجليزية)
- ماتيلدي دياز على موقع ديسكوغز (الإنجليزية)